# Spaarndammerplantsoen

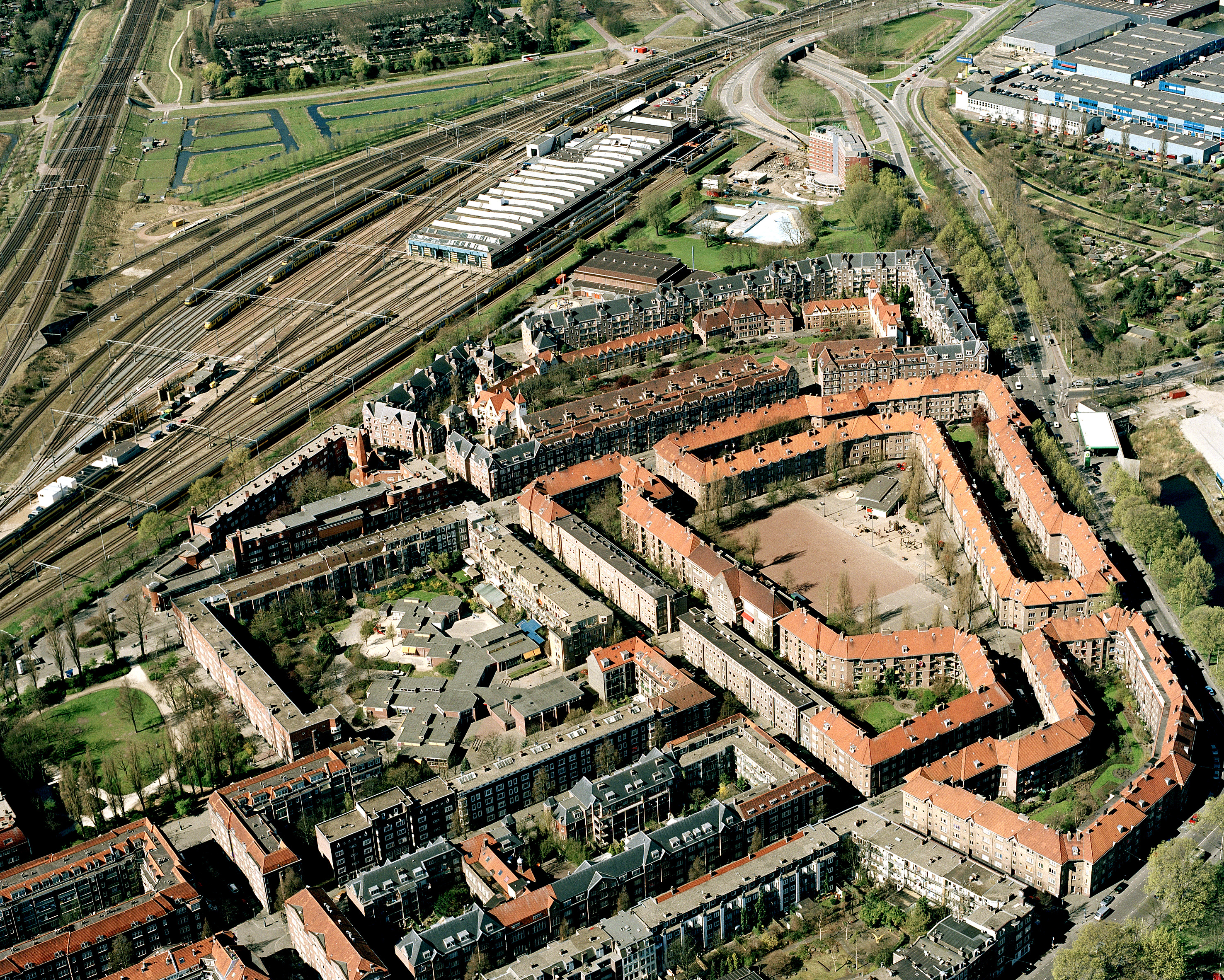
Luchtfoto van de Spaarndammerbuurt, met links het Spaarndammerplantsoen.

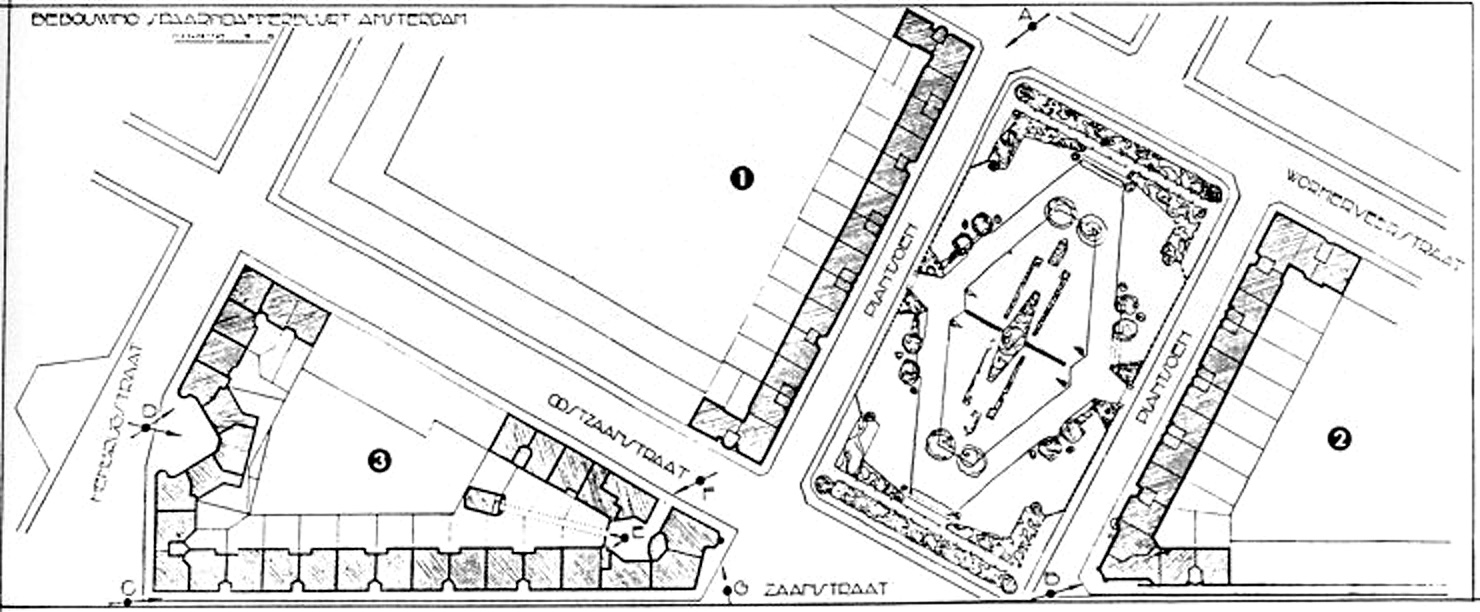
Kaart van het Spaarndammerplantsoen met de drie door Michel de Klerk ontworpen blokken.

Het Spaarndammerplantsoen in de Spaarndammerbuurt in Amsterdam-West is in 1913 vernoemd naar het dorp Spaarndam.
Aan het Spaarndammerplantsoen liggen drie door Michel de Klerk in de jaren 1914-1920 ontworpen woonblokken met arbeiderswoningen in de stijl van de Amsterdamse School.
Het meest opvallende ontwerp is 'Het Schip' uit 1920, gelegen langs de Zaanstraat. De woningen waren 'paleisjes voor de arbeiders'. Niet eerder was er zoveel zorg besteed aan de vormgeving van arbeiderswoningen. Ook een postkantoor was onderdeel van het blok. Nadat het postkantoor in 2000 zijn deuren had gesloten, is hier sinds 2001 het Museum Het Schip gevestigd.
Ook de beide andere eerder door De Klerk ontworpen woonblokken zijn interessante voorbeelden van de Amsterdamse School.
Dit zijn de complexen begrensd door Spaarndammerplantsoen / Oostzaanstraat / Krommeniestraat uit 1914 en Spaarndammerplantsoen / Wormerveerstraat / Zaanstraat uit 1918. Beide werden gebouwd in opdracht van K. Hille, maar het tweede complex werd tijdens het ontwerpproces overgenomen door woningbouwvereniging Eigen Haard.

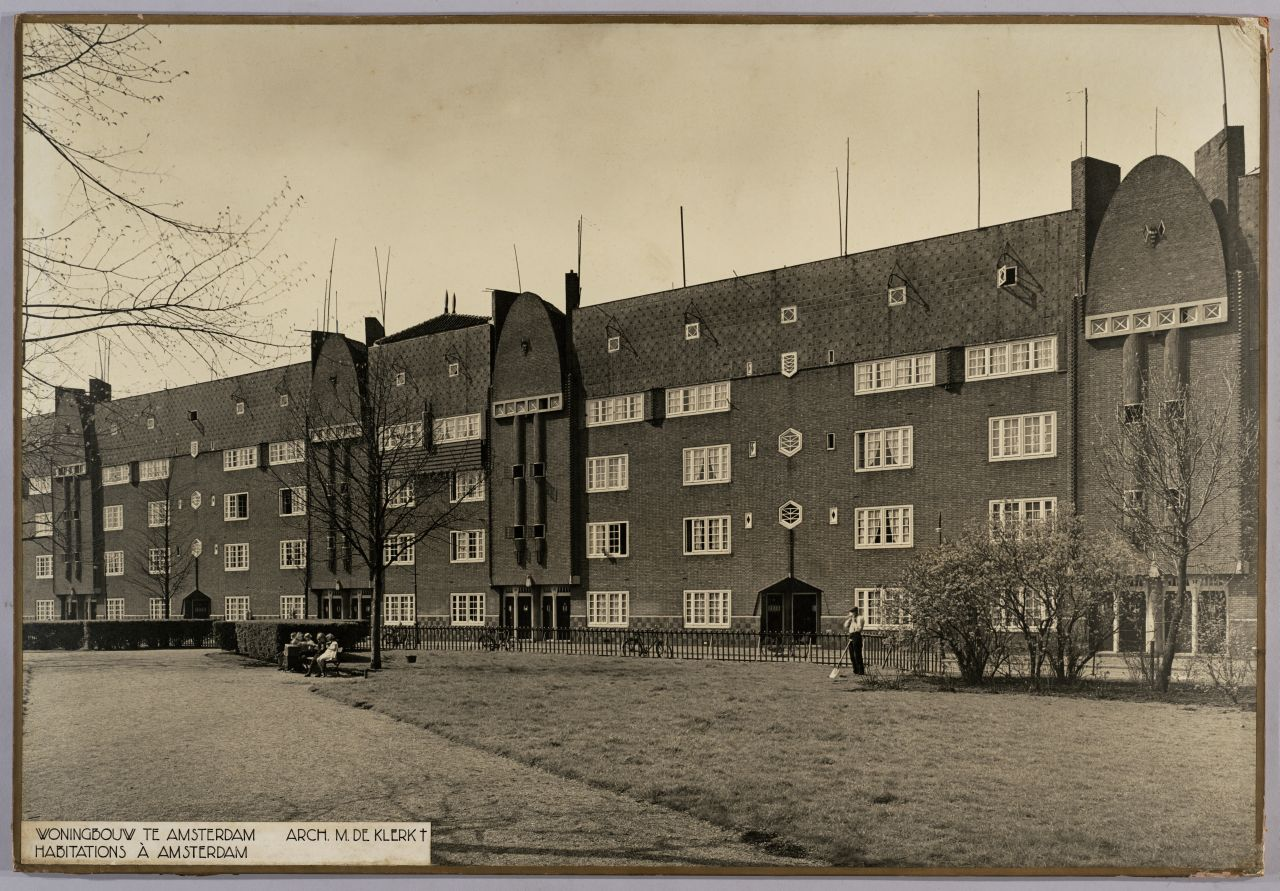
Woningen aan het Spaarndammerplantsoen uit 1913. Architect: M. de Klerk.
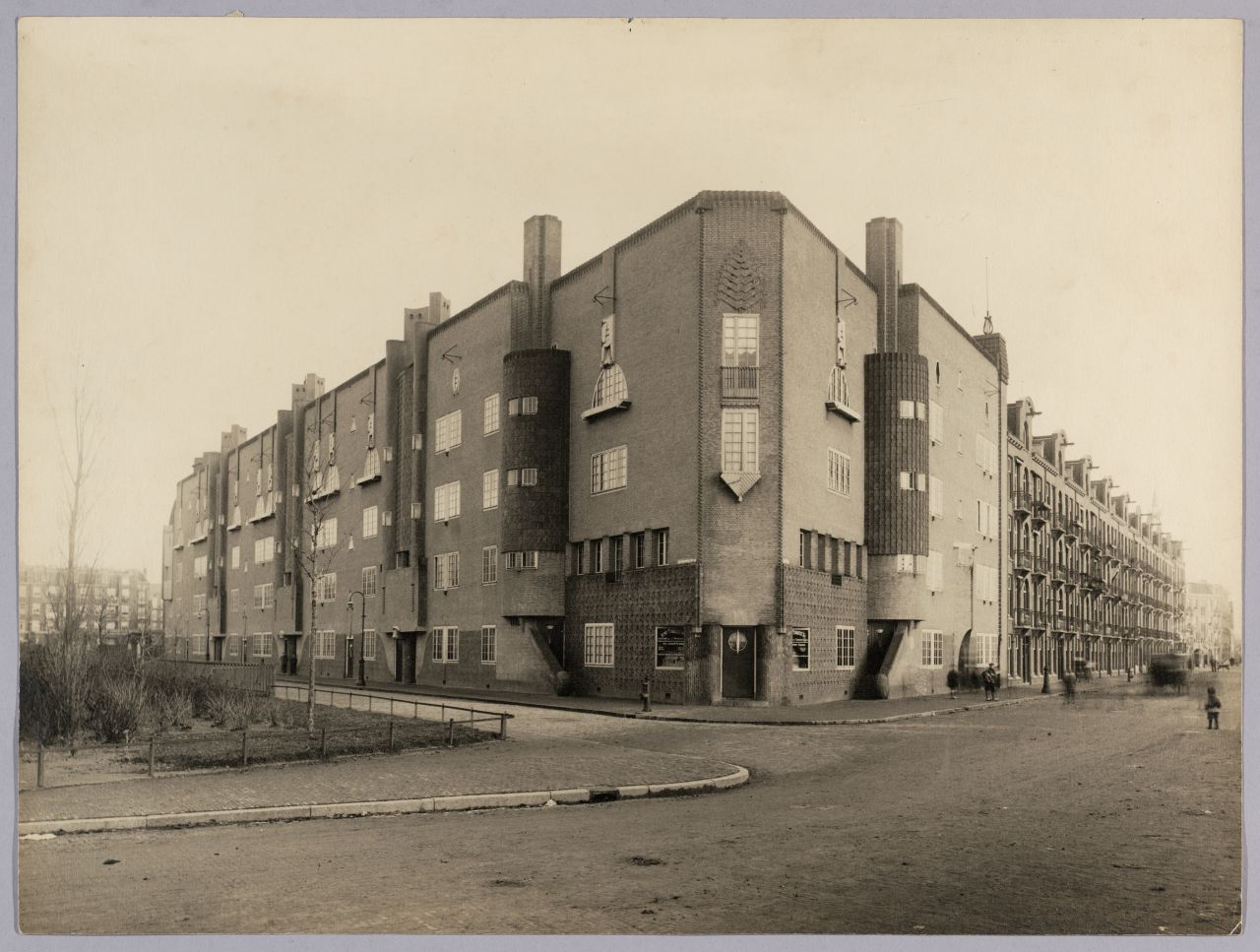
Woningen op de hoek van het Spaarndammerplantsoen en de Zaanstraat uit 1918, kort na de voltooiing. Architect: M. de Klerk.
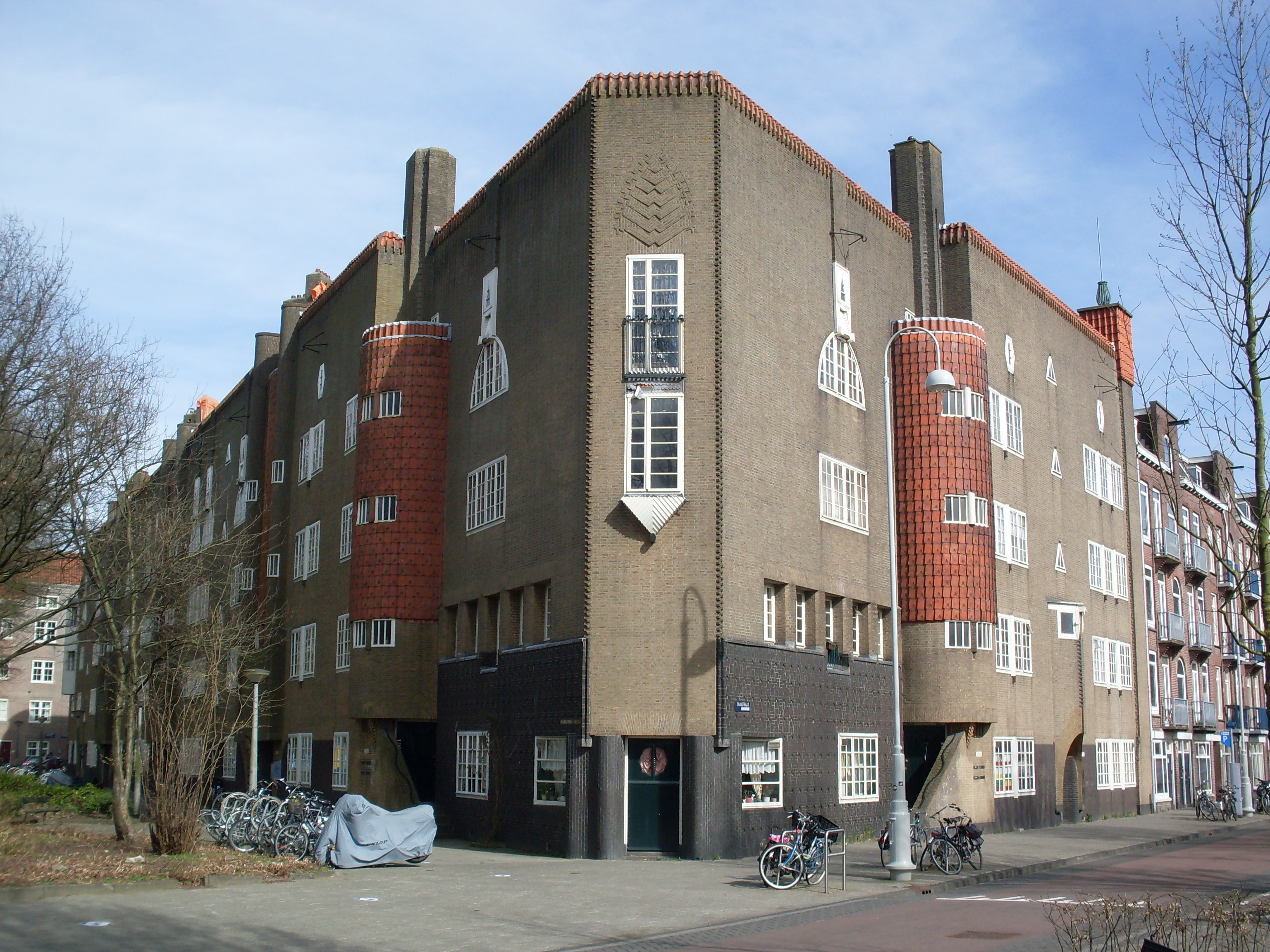
Woningen op de hoek van het Spaarndammerplantsoen en de Zaanstraat uit 1918. Architect: M. de Klerk.
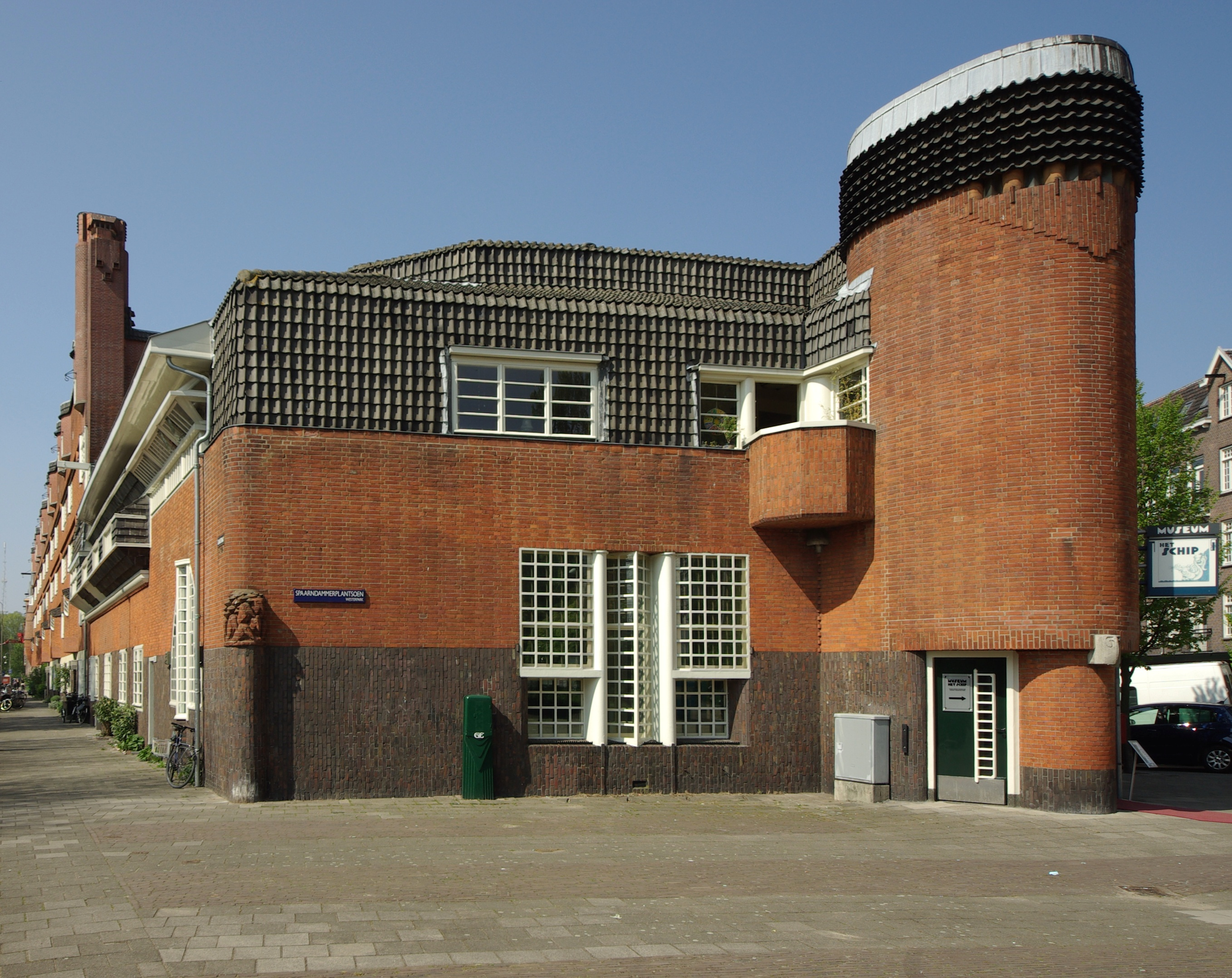
Het Schip aan het Spaarndammerplantsoen uit 1918. Architect: M. de Klerk.
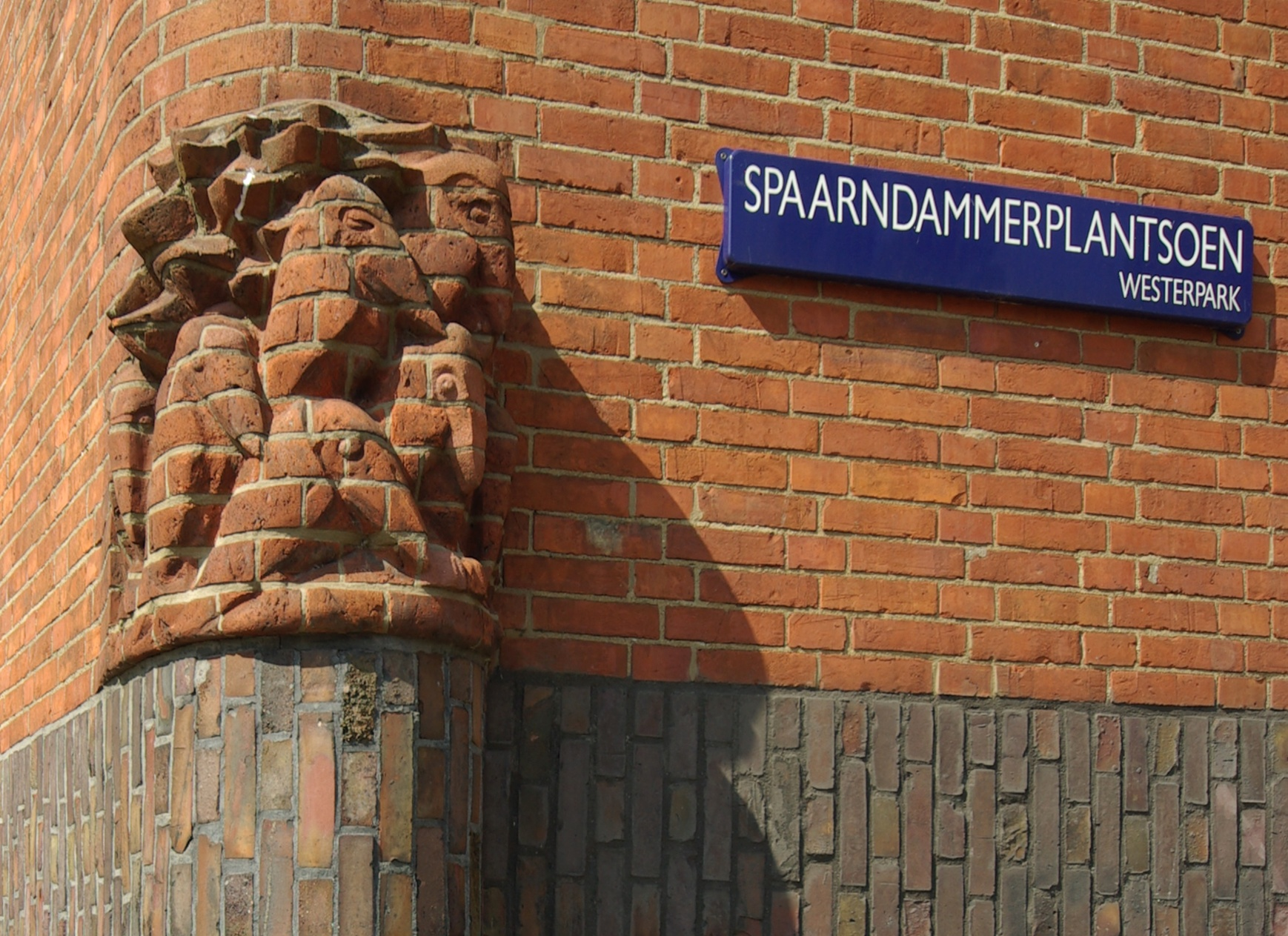
Het Schip aan het Spaarndammerplantsoen uit 1918. Architect: M. de Klerk.